# 단단한 놈 (드라마)
《단단한 놈》은 1998년 12월 9일부터 1998년 12월 31일까지 방영된 SBS 드라마 스페셜이다. 순박한 철가방 청년과 눈이 멀어가는 재즈 여가수의 아름다운 사랑과 성공스토리를 통해 재미와 감동을 주고 더 나아가 삶의 희망과 활력을 제공하는 것이 주요 내용이다. 하지만, 작품성에서 혹평을 받아 결국 기대 이하의 성적에 그쳤다.

## 등장 인물
- 정성환 : 오태주 역 - 시골서 상경한 짜장면 배달원
- 김혜은[2] : 한소연 역 - 재즈 여가수
- 황인성 : 하준엽 역 - 소연의 첫사랑
- 김민성 : 조자룡 역
- 문경욱 : 박달 역 - 태주의 사부
- 방은희 : 조미령 역
- 서학 : 최 주방장 역
- 서인석 : 강동수 역 - 영화 감독
- 양택조 : 조우삼 역 - 홍콩반점 주인, 화교
- 이순재 : 소연의 할아버지 역
- 말로 : 정말로 역 - 재즈 보컬리스트
- 최규연 : 박연 역
- 이태란
- 고미영
- 김영철
- 편일태
- 이은희
- 조선주
- 최성호
- 이상훈
- 신은정